# Dryadorchis barbellata
Dryadorchis barbellata är en orkidéart som beskrevs av Rudolf Schlechter. Dryadorchis barbellata ingår i släktet Dryadorchis och familjen orkidéer. Inga underarter finns listade i Catalogue of Life.